# Гуантанамо (провінція)
Гуантанамо (ісп. Provincia de Guantánamo) — провінція Куби з центром у місті Гуантанамо. Розташована на крайньому південному сході країни. Інші міста провінції — Баракоа. У північно-східній частині провінції розташована частина території національного парку імені Алехандро-де-Умбольдта.

## В'язниця
На території провінції з 1898 року, у південній частині затоки Гуантанамо знаходиться військова база США, на території якої розташована в'язниця для осіб, обвинувачених владою США в різних злочинах і часто без пред'явлення офіційних звинувачень, утримання частини ув'язнених у цій в'язниці служило приводом для звинувачення влади США у порушеннях прав людини. 22 січня 2009 року президент США Барак Обама підписав розпорядження про закриття протягом року цієї в'язниці.

## Муніципалітети

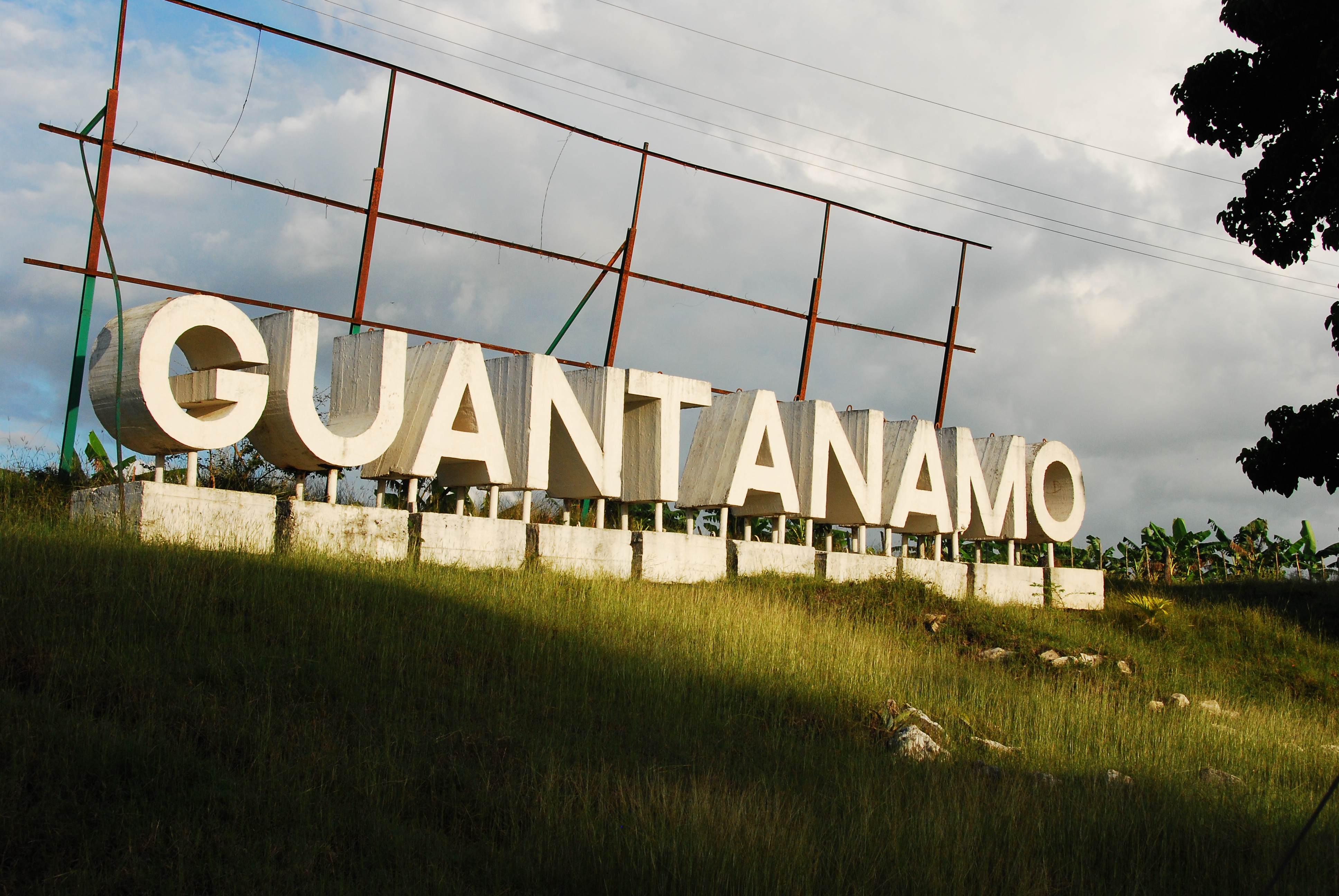

| Муніципалітет        | Населення (2004) | Площа (км²) | Розташування                                                          | Примітки          |
| -------------------- | ---------------- | ----------- | --------------------------------------------------------------------- | ----------------- |
| Баракоа              | 81 794           | 977         | 20°21′2″ пн. ш. 74°30′37″ зх. д. / 20.35056° пн. ш. 74.51028° зх. д.  |                   |
| Кайманера            | 10 562           | 366         | 19°59′42″ пн. ш. 75°09′35″ зх. д. / 19.99500° пн. ш. 75.15972° зх. д. |                   |
| Ель-Сальвадор        | 45 662           | 637         | 20°12′35″ пн. ш. 75°13′22″ зх. д. / 20.20972° пн. ш. 75.22278° зх. д. |                   |
| Гуантанамо           | 44 603           | 741         | 20°08′13″ пн. ш. 75°12′50″ зх. д. / 20.13694° пн. ш. 75.21389° зх. д. | Столиця провінції |
| Іміас                | 20 959           | 524         | 20°04′37″ пн. ш. 74°39′6″ зх. д. / 20.07694° пн. ш. 74.65167° зх. д.  |                   |
| Маісі                | 28 276           | 525         | 20°14′36″ пн. ш. 74°09′21″ зх. д. / 20.24333° пн. ш. 74.15583° зх. д. |                   |
| Мануель-Тамес        | 14 200           | 526         | 20°10′50″ пн. ш. 75°03′5″ зх. д. / 20.18056° пн. ш. 75.05139° зх. д.  |                   |
| Нікето-Перез         | 17 783           | 640         | 20°07′40″ пн. ш. 75°20′31″ зх. д. / 20.12778° пн. ш. 75.34194° зх. д. |                   |
| Сан-Антоніо-дель-Сур | 26 509           | 585         | 20°03′25″ пн. ш. 74°48′28″ зх. д. / 20.05694° пн. ш. 74.80778° зх. д. |                   |
| Ятерас               | 20 358           | 664         | 20°21′1″ пн. ш. 74°55′27″ зх. д. / 20.35028° пн. ш. 74.92417° зх. д.  |                   |

Джерело: перепис населення 2004 року. Площа від муніципального перерозподілу 1976 року.

## Демографія
У 2004 році, населення провінції Гуантанамо становило 510,706 чоловік. З загальною площею 6,167.97 км², щільність населення 82.8 чол./км².

## Релігія
- Гуантанамо-Баракоаська діоцезія Католицької церкви.